# Фахад аль-Ахмед аль-Джабер ас-Сабах
Фахад аль-Ахмед аль-Джабер ас-Сабах (араб. الشيخ  فهد الأحمد الجابر الصباح‎; 10 августа 1945, Эль-Кувейт — 2 августа 1990, Эль-Кувейт) — кувейтский принц, офицер и спортивный функционер. Погиб во время вторжения армии Ирака в Кувейт, когда иракские войска штурмовали Дасманский дворец.

## Биография

### Происхождение и образование
Фахад аль-Ахмед ас-Сабах родился 12 августа 1945 года в семье шейха Ахмеда I и женщины по имени Фатима. Младший из сыновей Ахмеда.
Получил среднее и начальное образование в Кувейте, по окончании которого в возрасте 17 лет поступил на службу в вооружённые силы Кувейта, получив звание аспиранта. Затем Фахад аль-Ахмед уехал в Великобританию, где продолжил военную подготовку, поступив в Королевскую военную академию в Сандхерсте.

### Военная служба
После возвращения на родину Фахад аль-Ахмед получил сначала звание второго лейтенанта, а затем получил звание лейтенанта. В июне 1967 года участвовал в Шестидневной войне, где командовал батальоном бригады Ярмук. 7 июня 1970 года ему было присвоено звание капитана. Спустя год, в 1971 году он был арестован в Ливане как террорист и возвращён на родину.

### Спортивный функционер
Фахад аль-Ахмед работал спортивным функционером, возглавлял среди прочего футбольную ассоциацию Кувейта (1978–1985; 1987–1990), Олимпийский комитет Кувейта (1974–1985, 1989–1990), «Аль-Кадисии» (1969–1979), федерацию баскетбола Кувейта (1974–1978), Азиатскую федерацию гандбола (1974–1990), Олимпийский совет Азии (1982–1990), а также был членом МОК с 1981 по 1990 годы.
21 июня 1982 года на ЧМ-1982 в матче между сборными Кувейта и Франции, нападающий французов Ален Жиресс забил четвёртый гол, что вызвало недовольство кувейтских игроков. Принц Фахад в сопровождении охраны вышел на поле и потребовал отмены гола у советского арбитра Мирослава Ступара, угрожая увести команду с поля. Под давлением Фахада, арбитр гол не засчитал и возобновил игру, которая закончилась со счётом 4:1 в пользу французов.

### Семья
Был женат на Фадиле Юсеф Аль-Атби Аль-Сабахе, имел 6 детей, сред них сын Ахмед (род. 1963), который является политиком и спортивным функционером.

### Смерть
Погиб 2 августа 1990 года во время вторжения армии Ирака в Кувейт, командуя гвардией эмира во время штурма Дасманского дворца иракскими солдатами.